# Фінн Вулфгард
Фінн Майкл Вулфгард (англ. Finn Michael Wolfhard; 23 грудня 2002) — канадський актор і музикант. Відомий за роллю  Майка Віллера в серіалі Netflix «Дивні дива» та Річі Тозієра в кіноадаптації роману «Воно» Стівена Кінга. Як музикант, Фінн Вулфгард був лід-вокалістом та гітаристом рок-гурту «Calpurnia», який завершив свою діяльність у 2019 році. Наразі він виконує головні вокальні та гітарні партії у новоствореному гурті «The Aubreys».

## Ранні роки
Фінн Вулфгард народився у Ванкувері (Британська Колумбія, Канада) в родині з французьким, німецьким та єврейським походженням. Його батько, Ерік Вулфгард, є дослідником претензій на землю від аборигенів. Фінн має старшого брата Ніка, який є актором озвучування.

## Кар'єра
Волфгард отримав свою першу акторську роботу в Craigslist .  У 2014 році відбувся його акторський дебют у ролі Зорана в другому сезоні постапокаліптичного науково- фантастичного серіалу «Сотня» . Наступного року він з'явився в ролі Джорді Пінскі в серіалі «Надприродне» . 
У 2016 році Волфгард почав грати Майка Вілера в серіалі Netflix «Дивні дива» .  Він пройшов відкритий кастинг.  Волфгард разом зі своїми колегами по акторському складу отримав нагороду SAG за видатну гру ансамблю в драматичному серіалі.  Він і його колеги по фільму Ноа Шнапп , Гейтен Матараццо та Калеб Маклафлін змагалися один проти одного в епізоді Spike 's Lip Sync Battle у 2017 році . 
У липні 2017 року Волфгард разом з Джошем Овалле зняв свій перший кліп на пісню «Sonora» групи Spendtime Palace.  Вулфгард дебютував у повнометражному кіно, зігравши Річі Тозьєра в екранізації фільму Стівена Кінга « Воно».  Вибір Волфгарда  «Дивних див» та «Воно», дія яких відбувається у 80-х роках, був випадковим збігом.  За словами Волфгарда, його спочатку вибрали на роль Річі, коли Кері Фукунага був призначений режисером і співавтором сценарію, проте коли Фукунага залишив проєкт через творчі розбіжності, роль не була виконана, це дозволило йому продовжити грати в «Дивних дивах».  Коли Андрес Мускетті приєднався до «Воно» , Волфгарду довелося повторно прослуховуватися на роль Річі.  У жовтні 2017 року Волфгард розірвав договір зі своїм колишнім агентством APA і звільнив колишнього агента Тайлера Грешема, оскільки того звинувачували у сексуальному розбещені над молодими акторами-початківцями.  У січні 2018 року Волфгард підписав контракт з агентством талантів CAA .  Він зіграв Тайлера, альтруїстичного та вдумливого рознощика піци, у комедійному фільмі Собачі дні режисера Кена Маріно 2018 року.
У січні 2019 року Волфгард знявся в мультсеріалі Netflix Кармен Сандієго в ролі «Гравця» — головного спільника та друга головного героя.  У травні він дебютував як модель у кампанії Saint Laurent Осінь/Зима'19.  Він повторив свою роль молодого Річі у спогадах в продовжені фільму «Воно: Частина друга» ,  і зіграв у фільмі «Щиголь», екранізації роману Донни Тартт, режисером якого став Джон Кровлі . Молодий Борис Павліковський, український студент і баламут. Волфгард не був першим вибором Кроулі, оскільки він хотів вибрати для Бориса справжнього російського актора, але майже ідеальний російський акцент Волфгарда під час прослуховування допоміг йому отримати роль.  Волфгард також озвучив Паґслі Аддамса в анімаційному рімейку «Сімейки Адамсів».  З 2017 по 2019 рік він значився у звіті Variety про вплив на молодь у Голлівуді.  У 2018 і 2019 роках The Hollywood Reporter назвав його однією з 30 найкращих зірок до 18 років.
У січні 2020 року Вулфгард зіграв Майлза у надприродному фільмі жахів «Поворот» , адаптації новели Генрі Джеймса «Поворот гвинта», а також знявся в фільмі-антології Omniboat: A Fast Boat Fantasia.  Потім Волфгард зіграв головну роль у короткометражному фільмі Джеремі Шален-Ріо «Правила для перевертнів», заснованому на адаптованому сценарії драматурга та прозаїка Кірка Лінна з його дебютного роману, який призначений для Волфгарда у головній ролі. 
У віці 17 років Волфгард дебютував як режисер комедійним короткометражним фільмом «Нічні зміни».  Наступного року він випустив фільм на YouTube.  Волфгард зіграв одну з головних ролей у фільмі  «Коли ви закінчите рятувати світ» для Audible Original.  Він розповідає про Зіггі Каца, 15-річного хлопчика, який записує аудіозаписи для футуристичного бота-терапевта.  Аудіокнига була адаптована Айзенбергом у комедійну драму « Коли ти закінчиш рятувати світ» (2022). У липні 2020 року було оголошено, що Волфгард і його брат Нік Вулфхард зіграють братів-близнюків в озвучці науково-фантастичного мультсеріалу NEW-GEN .  Волфгард був включений до класу Forbes 30 до 30 за 2020 рік у сфері Голлівуду та розваг. 
Вулфгард знявся разом із Керрі Кун у фільмі Джейсона Рейтмана «Мисливці на привидів: З того світу». Він граюв сина матері-одиначки, яку зіграла Кун.  У листопаді 2021 року він оголосив, що працює над постановкою повнометражного фільму.  Волфгард також приєднався до майбутнього анімаційного музичного фільму Ґільєрмо дель Торо «Піноккіо». 

## Громадянська позиція
5 серпня 2025 року в інтерв'ю тижневику Variety заявив, що йому не чужі політичні теми, і що серед питань, які його хвилюють найбільше — Російсько-українська війна та права корінних народів. Також він зізнався, що щомісяця донатить на підтримку України через офіційну державну платформу United24.

## Фільмографія

### Фільми
| Рік  | Назва                                 | Оригінальна назва                           | Роль                   |
| ---- | ------------------------------------- | ------------------------------------------- | ---------------------- |
| 2013 | Наслідок (короткометражка)            | Aftermath                                   | Юний Чарльз            |
| 2013 | Воскресіння (короткометражка)         | The Resurrection                            |                        |
| 2017 | Воно                                  | It                                          | Річі Тозієр            |
| 2018 | Собачі дні                            | Dog Days                                    | Тайлер                 |
| 2018 | Говард Лавкрафт і безумне королівство | Howard Lovecraft and the Kingdom of Madness | Герберт Вест (голос)   |
| 2019 | Воно: Частина друга                   | It: Chapter Two                             | Юний Річі Тозієр       |
| 2019 | Щиголь                                | The Goldfinch                               | Юний Борис             |
| 2019 | Родина Адамсів                        | The Addams Family                           | Паґслі Аддамс (голос)  |
| 2020 | Перетворення                          | The Turning                                 | Майлз                  |
| 2020 |                                       | Omniboat: A Fast Boat Fantasia              | буде оголошено пізніше |
| 2021 | Мисливці на привидів: З того світу    | Ghostbusters: Afterlife                     | Тревор                 |
| 2022 | Піноккіо                              | Pinocchio                                   | Ґнітик                 |
| 2024 | Мисливці на привидів: Крижана імперія | Ghostbusters: Frozen Empire                 | Тревор                 |
| 2025 | Очі: Легенда Карпат                   | The Legend of Ochi                          | Петро                  |

### Телебачення
| Рік         | Назва                  | Оригінальна назва  | Роль                   | Примітка                                             |
| ----------- | ---------------------- | ------------------ | ---------------------- | ---------------------------------------------------- |
| 2014        | Сотня                  | The 100            | Зоран                  | Епізод «Багато щастя повертається»                   |
| 2015        | Надприродне            | Supernatural       | Джорді Пінскі          | Епізод «Худа Ліззі»                                  |
| 2016 — 2025 | Дивні дива             | Stranger Things    | Майкл Віллер           | Головна роль                                         |
| 2017        | Юні легенди математики | Young Math Legends | Юний Ґаусс             | Анімовані короткометражки від «Плоскої Землі» на VHX |
| 2017        | Ліп Синх Батл          | Lip Sync Battle    | себе                   | Епізод «Акторський склад „Дивних див“»               |
| 2019 — 2021 | Кармен Сандієґо        | Carmen Sandiego    | Гравець                | (Голос)                                              |
| 2020        |                        | Fairy Tales        | буде оголошено пізніше | (Голос)                                              |

### Інтернет-серіали
| Рік  | Назва                    | Оригінальна назва     | Роль | Примітка                                                                    |
| ---- | ------------------------ | --------------------- | ---- | --------------------------------------------------------------------------- |
| 2017 | Гості-буркуни            | Guest Grumps          | себе | 2 епізоди                                                                   |
| 2017 | СуперМега                | SuperMega             | себе | епізод «Куховарення з Фінном Вулфгардом»                                    |
| 2018 | 10-хвилинна павер-година | Ten Minute Power Hour | себе | епізод «Йєті в моєму спагеті»                                               |
| 2019 | Колотнеча із зірками     | Brawl with the Stars  | себе | епізод «Колотнеча із зірками (за уч. Фінна Вулфгарда та Калеба Маклафліна)» |

### Музичні відеокліпи
| Рік  | Артист           | Назва                | Примітка                               |
| ---- | ---------------- | -------------------- | -------------------------------------- |
| 2012 | Facts            | Retro Oceans         |                                        |
| 2013 | Hey Ocean!       | Change               |                                        |
| 2014 | PUP              | Guilt Trip           | Юний Стефан Бабкук                     |
| 2016 | PUP              | Sleep In the Heat    | Юний Стефан Бабкук                     |
| 2017 | Spendtime Palace | Sonora               | Співрежисерство та головна роль        |
| 2018 | Ninja Sex Party  | Danny Don't You Know | Юний Денні Сексбенґ                    |
| 2019 | Weezer           | Take on Me           | Юний Ріверс Куомо (разом із Calpurnia) |